# François Barrois
François Barrois (fl. XVI secolo) è stato un presbitero francese del XVI secolo.
Prevosto di Vaucouleurs (Lorena), François Barrois, attivo nella seconda metà del Cinquecento, è autore di un trattato interamente dedicato alla descrizione del compasso che porta il suo nome, specificamente messo a punto per operazioni topografiche: La Fabrique et ... la pratique du Compas Barrois ... (Parigi, 1598). Un compasso "tipo Barrois" è conservato al Museo Galileo di Firenze.